# 高橋浩一 (スノーボーダー)
高橋 浩一（たかはし こういち）は、日本のプロスノーボーダー（専門はフリースタイル）。2018年snow label battle銀メダリスト。2022年現在、雪学祭や学生を中心に講習やイベント活動している。動画やSNSを使いスノーボードの楽しさを伝えている。
海外に渡り様々な大会に出たりと選手としても活躍している。

## 来歴
甲府市立富竹中学校卒業、山梨県立農林高等学校卒業、山梨学院大学卒業